# 帝都物語
《帝都物語》（ていとものがたり），是日本作家荒俁宏的小說，曾改編成電影、動畫、漫畫。並獲得第8回日本SF大賞。另有前日談，以江戶時代為舞台的《帝都幻談》和幕末期為舞台的《新帝都物語》。

## 各篇一覽
- 帝都物語1 神靈篇
- 帝都物語2 魔都（バビロン）篇
- 帝都物語3 大震災（カタストロフ）篇
- 帝都物語4 龍動篇
- 帝都物語5 魔王篇
- 帝都物語6 不死鳥篇
- 帝都物語7 百鬼夜行篇
- 帝都物語8 未來宮篇
- 帝都物語9 喪神篇
- 帝都物語10 復活篇
本作至此完結、11、12為外傳的形式。
- 帝都物語11 戰爭（ウォーズ）篇
- 帝都物語12 大東亞篇

- 帝都物語外傳 機關（からくり）童子

## 登場人物
＊者為實際的人物。
- 加藤保憲 - 意圖毀滅帝都東京的謎樣軍人。引發關東大震災等大災難。
- 辰宮洋一郎 - 大藏省官吏。
- 辰宮由佳里 - 洋一郎之妹。
- 辰宮雪子 - 由佳里之女兒。
- 目方惠子 - 辰宮洋一郎之妻。
- 鳴瀧順一 - 洋一郎之友人。
- 渋澤榮一＊
- 幸田露伴＊
- 寺田寅彥＊
- 森鷗外＊
- 西村真琴＊
- 黑田茂丸
- 北一輝＊
- 甘粕正彥＊
- 大谷光瑞＊
- トマーゾ
- 大川周明＊
- 三島由紀夫＊
- 角川源義＊
- 角川春樹＊
- 大澤美千代
- 團宗治
- 平將門＊ - 守護帝都東京的亡靈。故事最重要的人物。

## 電影版

### 帝都物語
原作「神靈篇」～「龍動篇」的電影版。1988年1月30日公開。原田美枝子饰演女主角辰宮惠子（目方惠子）。

### 帝都大戰
原作「戰爭編」的電影版。1989年9月15日公開。

### 帝都物語外傳
1995年7月15日公開。

## OVA版
原作「神靈篇」～「龍動篇」的動畫化。1991年發行VHS版。全4卷。2007年4月21日發行DVD版。全2卷。
1. 1. 第一部 魔都篇
2. 2. 第二部 震災篇
3. 3. 第三部 龍動篇
4. 4. 第四部 菩薩篇

## 漫畫版
- 藤原カムイ作畫：角川書店刊
- 高橋葉介作畫：角川書店ドラゴンコミックス刊
- 川口敬作畫：小學館Big Comic Spirits連載。未刊行單行本。

## 關連作品
- 《帝都物語異錄》（2001年）- 帝都物語解析書
- 妖怪大戰爭（2005年）- 加藤保憲登場。

## 關連項目
- 關東大地震
- 二二六事件
- 湯島天神
- 銀座
- 銀座線
- 太平洋戰爭

## 外部連結
映画版
- 帝都　Blu-ray COMPLETE BOX - オデッサ・エンタテインメント
- 帝都物語 - allcinema
- 帝都物語 - KINENOTE
- 互联网电影数据库（IMDb）上《帝都物語》的资料（英文）
- 帝都大戦 - allcinema
- 帝都大戦 - KINENOTE
- 互联网电影数据库（IMDb）上《帝都大戦》的资料（英文）
- 帝都物語外伝 - allcinema
- 帝都物語外伝 - KINENOTE
- 互联网电影数据库（IMDb）上《帝都物語外伝》的资料（英文）

OVA版
- 東映ビデオ （页面存档备份，存于） - (OVA)